# Bloc québécois
Le Bloc québécois (BQ) est un parti politique fédéral du Canada fondé en 1991. Parti indépendantiste et social-démocrate, il est implanté exclusivement au Québec et s'est donné pour mission de mettre en place les conditions nécessaires à la réalisation de la souveraineté du Québec. Ainsi, il souhaite défendre les intérêts des Québécois au Parlement canadien, tout en faisant la promotion de l'indépendance.
Le Bloc québécois travaille en étroite collaboration avec le Parti québécois, parti provincial également souverainiste. Les membres et sympathisants du Bloc québécois sont habituellement appelés « bloquistes ».
En raison de la nature du parti politique, les candidats du Bloc québécois se présentent uniquement dans les circonscriptions fédérales québécoises, car son objectif premier est de faire la promotion de l'indépendance du Québec. Le Bloc est le seul parti politique fédéral représenté à la Chambre des communes à être actif dans une seule province. Il est aussi le seul des partis politiques qui ne peut mathématiquement pas former un gouvernement majoritaire, ni ne souhaite y parvenir.
Au cours des six élections fédérales tenues de 1993 à 2011, le Bloc québécois a remporté la majorité des 75 sièges impartis au Québec. Toutefois, aux élections de 2011, il obtient seulement quatre sièges. À la suite de cette élection, le Bloc québécois perd son statut de parti officiel à la Chambre des communes, qui lui garantissait un budget de recherche et un droit de parole minimal. Aux élections fédérales de 2015, le parti réussit cette fois à faire élire 10 députés. Aux élections fédérales canadiennes de 2019, 32 députés bloquistes sont élus, ce qui permet au parti de récupérer son statut officiel aux Communes. Le parti obtient le même nombre de sièges lors des élections fédérales de 2021. Lors des élections fédérales de 2025, le parti enregistre une baisse de représentants, avec seulement 22 sièges.

## Histoire

### Précurseurs
L'idée d'un parti nationaliste québécois avec des candidats se présentant aux élections de la Chambre des communes a débuté bien avant la création du Bloc québécois. Le terme « Bloc québécois » est apparu dès 1926 dans le magazine L'Action française (qui devint l'Action nationale en 1933), dans lequel un article demandait un parti de Québécois pour défendre les intérêts des Québécois à Ottawa.
De mars à mai 1941, le magazine L'Action nationale a renouvelé sa demande pour un parti de ce genre, spécialement pour s'opposer à la conscription de 1944. En octobre 1941, le Bloc populaire canadien a été créé avec ces objectifs très précis.
En septembre 1971, il y a une demande similaire dans L'Action nationale, cette fois pour s'opposer au fédéralisme du premier ministre Pierre Elliott Trudeau. Un an après la Crise d'Octobre, il y a eu un désir d'exprimer la frustration à travers des voies démocratiques : « Le temps est venu de jouer dur ; et il faut que cela puisse avoir lieu sur le plan parlementaire pour éviter les autres formes de violence… »[citation nécessaire].
Le Ralliement créditiste, dirigé par Réal Caouette, était l'aile québécoise du Parti Crédit social du Canada. Elle s'était toutefois séparée du reste du parti et avait remporté de grands succès dans les régions rurales durant les années 1960. Les créditistes québécois ont éclipsé le reste du Parti Crédit social du Canada ; même après la refusion du parti avec son aile québécoise en 1971, il ne parvient pas à faire élire de députés dans le reste du Canada. Même si le parti était considéré comme étant plutôt de droite et conservateur, contrairement à l'approche social-démocrate du Bloc québécois, et même si Réal Caouette était résolument fédéraliste contrairement au Bloc, le parti a été le principal véhicule d'expression du mécontentement et du nationalisme des Québécois pendant des décennies.
L'Union populaire était un parti politique mineur qui a essayé de se bâtir autour du succès du Parti québécois au niveau provincial en présentant des candidats souverainistes aux élections fédérales de 1979 et de 1980. Le Parti québécois, toutefois, a rejeté toute participation aux élections fédérales et n'a offert aucune aide au parti qui n'a eu qu'un succès médiocre.
Le Parti nationaliste du Québec a été fondé dans les années 1980 comme une alternative aux partis fédéralistes (ceux opposés à l'indépendance du Québec) et peut être vu comme un modeste prédécesseur.
Finalement, le Parti Rhinocéros, fondé en 1963 par le docteur Jacques Ferron, un auteur renommé du Québec, a gagné beaucoup de votes de personnes désapprouvant les politiciens fédéralistes. Jacques Ferron, le poète Gaston Miron et le chanteur Michel Rivard se sont opposés au premier ministre Pierre Elliott Trudeau dans son propre comté du Mont-Royal, sans grand succès cependant eu égard au poids politique important et à la grande influence de Trudeau.
Guy Bertrand, ancien candidat péquiste, a eu l'idée de créer un parti politique fédéral en faveur de l'indépendance du Québec, un Bloc québécois, dans les années 1970. René Lévesque, fondateur et chef du Parti québécois, a écrit dans son autobiographie qu'il était opposé à ce projet, jugeant l'époque peu propice.
Après plusieurs décennies de réflexion et d'échecs pour lancer un parti souverainiste au niveau fédéral, des députés souverainistes ont été élus pour la première fois dans les années 1990.

### Création
Lors de sa création en 1990, le Bloc québécois était une coalition informelle des membres québécois du Parti progressiste-conservateur du Canada (PC) et du Parti libéral du Canada qui avaient quitté leur parti respectifs en raison du débat sur l'accord du lac Meech. L'existence du parti ne devait être que temporaire, et il s'était donné pour but de promouvoir la souveraineté au niveau fédéral. Le parti était destiné à être dissous après la victoire à un référendum sur la souveraineté. Le terme « temporary ad hoc rainbow coalition » est maintenant utilisé par le Parti libéral du Canada pour faire référence au groupe de députés qui ont fondé le Bloc québécois. Ceci fait principalement référence à Jean Lapierre, qui était jadis membre de ce groupe, mais qui a depuis renoncé au souverainisme et rejoint les libéraux sous la tutelle de Paul Martin.
La coalition initiale qui a mené à la création du Bloc était dirigée par Lucien Bouchard, ministre de l'Environnement jusqu'à ce qu'il présente sa démission au premier ministre de l'époque, Brian Mulroney. La coalition a été formée de deux élus libéraux, Gilles Rocheleau et Jean Lapierre, et des élus conservateurs, Nic Leblanc, Louis Plamondon, Benoît Tremblay, Gilbert Chartrand et François Gérin. Le premier candidat bloquiste à être élu fut Gilles Duceppe dans la circonscription de Laurier—Sainte-Marie, lors de l'élection partielle du 13 août 1990.
Le Bloc québécois devient un parti officiel lors de son congrès de fondation le 15 juin 1991.

### Opposition officielle
Durant les élections fédérales de 1993, le Bloc remporte 54 sièges au Québec. Les partis politiques qui siégeaient à l'opposition dans le reste du Canada étaient divisés entre le Parti réformiste, le Parti progressiste-conservateur et le Nouveau Parti démocratique. Le Bloc réussit ainsi à avoir assez de sièges pour devenir le deuxième parti en nombre de sièges à la Chambre des communes, devenant ainsi l'opposition officielle. Le Bloc a toujours insisté sur le fait qu'il s'agissait alors du premier parti séparatiste canadien à former l'Opposition loyale de sa Majesté ce qui est une autre façon de désigner l'opposition officielle au Canada. L'élection d'un si grand nombre de bloquistes constituait le premier des trois points d'un plan censé mener à l'indépendance du Québec. Ce plan avait été mis sur pied par celui qui devait devenir premier ministre du Québec lors de l'élection québécoise de 1994, Jacques Parizeau.

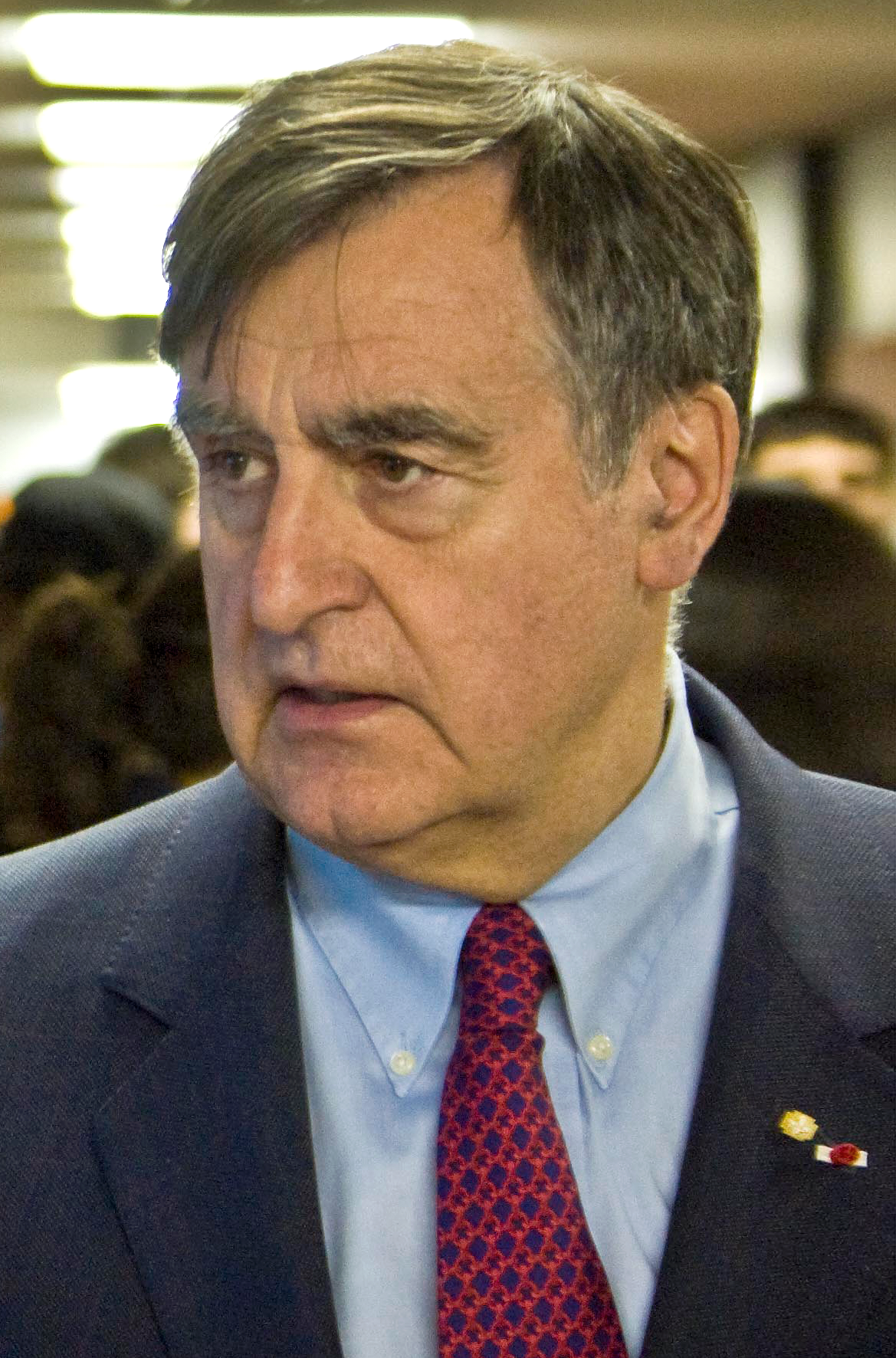
Lucien Bouchard chef du Bloc en 1995.

À la suite du référendum québécois de 1995, Lucien Bouchard, alors chef du Bloc, quitte le parti pour remplacer Jacques Parizeau comme chef du Parti québécois et premier ministre du Québec. La direction du Bloc québécois est alors assumée par Michel Gauthier. Son règne sera toutefois de courte durée. À la suite de la défaite du référendum de 1995, Gauthier est incapable de maintenir l'unité du caucus de députés bloquistes et démissionne de la chefferie du Bloc québécois une année plus tard.

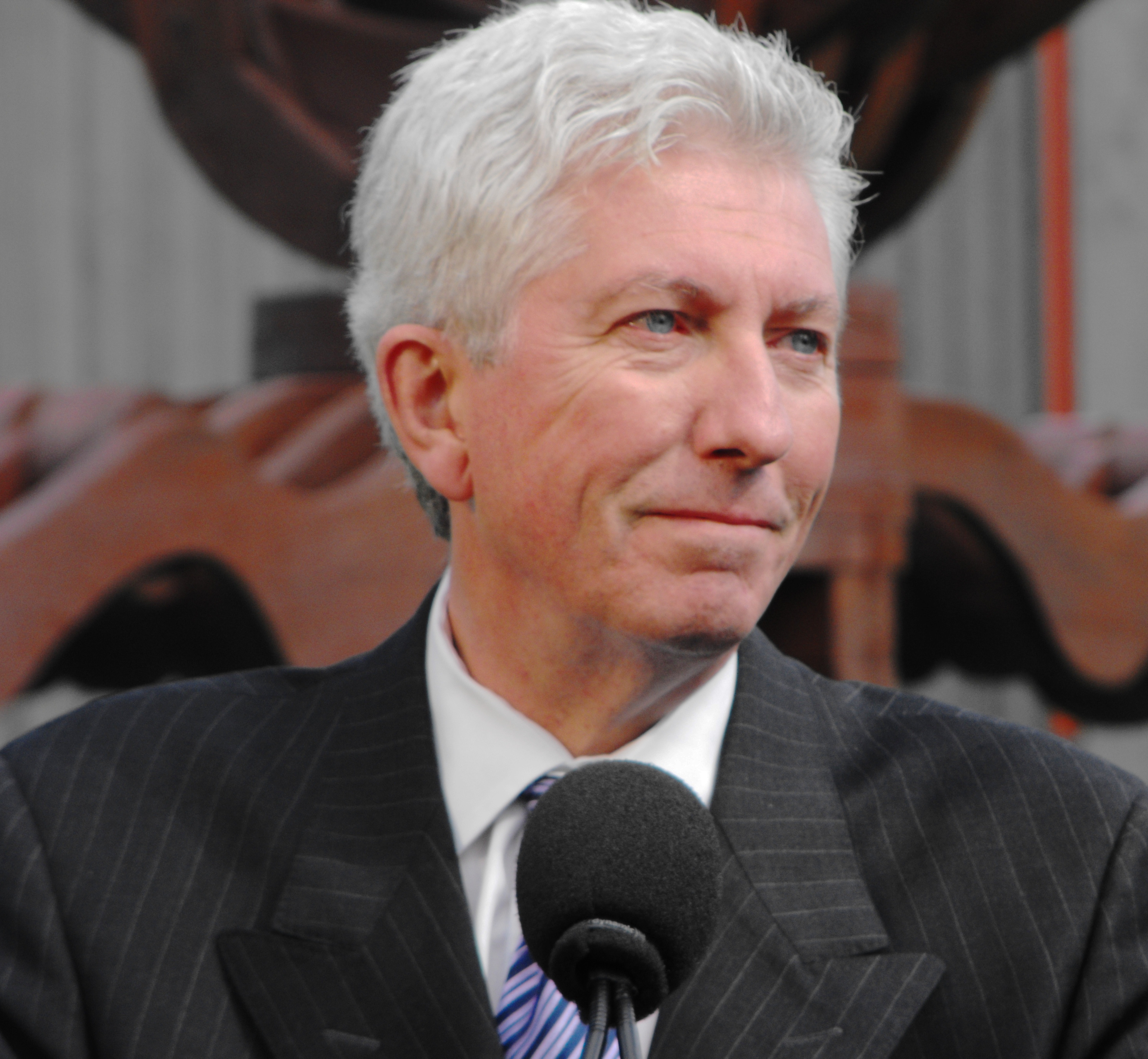
Gilles Duceppe. Chef du Bloc de 1997 à 2011. Chef du Bloc en 2015.

Son remplaçant, Gilles Duceppe, prend la relève en 1997. Il demeurera à la tête du parti jusqu'en mai 2011.

### Stabilisation
Durant l'élection de 1997, le Bloc québécois perd le statut d'opposition officielle à la Chambre des communes au profit du Parti réformiste. Le Bloc québécois obtient 44 sièges. Les années 1997-2000 ont été marquées par la lutte du Bloc contre la Loi sur la clarté référendaire, qui selon le Bloc, serait en fait une tentative du premier ministre Jean Chrétien et Stéphane Dion, un ministre québécois de son cabinet, de s'assurer qu'il soit impossible pour une province d'accéder unilatéralement à la souveraineté. En vertu de cette loi, une question référendaire claire et une majorité claire constituent des conditions sine qua non afin que le Canada accepte de négocier bilatéralement les modalités de sécession de l'une de ses provinces.
Durant l'élection de 2000, le Bloc descend à 38 sièges, bien qu'il ait obtenu plus de votes qu'au cours de l'élection précédente. Le Bloc a continué toutefois d'être le parti qui obtient le plus de sièges au Québec. Toutefois, le Parti libéral du Canada réussit à gagner plusieurs sièges dans des élections partielles, sièges qui lui ont permis d'obtenir la majorité des sièges du Québec pour la première fois depuis 1982, année du rapatriement unilatéral de la Constitution par les libéraux. Par la suite, le Bloc a continué à dénoncer les interventions du gouvernement fédéral dans la juridiction exclusive des provinces.

### Scandale des commandites
Plusieurs sondages d'opinion au Québec ont continué à indiquer le déclin du Bloc en 2003 après la victoire de Jean Charest à la tête du Parti libéral du Québec à l'élection générale québécoise de 2003. Mais les choses commencent à changer durant l'hiver 2003, alors que le gouvernement Charest est nettement impopulaire au Québec[réf. nécessaire], ce qui fait remonter la « fièvre souverainiste »[réf. nécessaire]. Cette situation favorise la popularité du Bloc québécois. C'est toutefois en février 2004 que le Bloc confirme sa remontée lorsque le scandale des commandites est découvert par la vérificatrice générale du Canada, Sheila Fraser, frappant de plein fouet le gouvernement libéral à Ottawa.
Lors de l'élection fédérale canadienne de 2004, le Bloc a utilisé le slogan : « Un parti propre au Québec ». Le bloc a remporté 54 sièges à la Chambre des communes, arrivant à égaler son record précédent de la campagne de 1993.
En mai 2005, le Bloc québécois s'allie avec les partis d'opposition (le Parti conservateur et le Nouveau Parti démocratique) pour faire tomber le gouvernement minoritaire de Paul Martin. Toutefois, en raison de certaines procédures parlementaires, la motion de défiance échoue. Le gouvernement survivra aux mois suivants en raison de l'appui du Nouveau Parti démocratique. Cette alliance prend fin à l'automne 2005 et le gouvernement est dissous au mois de décembre.

### Face au gouvernement conservateur
Pour l'élection fédérale canadienne de 2006, les bloquistes adoptent le slogan de campagne « Heureusement, ici, c'est le Bloc. » Le début de campagne est exceptionnel pour Gilles Duceppe. Il est de toutes les tribunes (notamment Tout le monde en parle) et de tous les rassemblements populaires. Les sondages le donnaient gagnant presque partout au Québec et lui permettaient même d'espérer obtenir la proportion de 50 % + 1 (au suffrage universel) des votes québécois.
Toutefois, Gilles Duceppe ne fait pas bonne figure lors du premier débat des chefs (en français), à la mi-décembre. Les règles des débats de cette campagne interdisaient aux chefs de partis de se couper la parole. Par contre, le deuxième débat des chefs en anglais a permis à Gilles Duceppe de gagner des points, même dans le Canada anglais. Séduits par le chef du Bloc québécois, certains Canadiens anglophones hors-Québec ont affirmé qu'ils voteraient volontiers pour le Bloc si le parti abandonnait la souveraineté.
Début janvier, deux scandales libéraux ont éclaté. Le 28 décembre 2005, le ministre des Finances, Ralph Goodale, est mis sous enquête par la GRC à la suite d'allégations de délit d'initié. Goodale a par la suite été blanchi. Le deuxième scandale a concerné Option Canada, un groupe de pression ayant opéré en violation des lois québécoises pendant le référendum sur la souveraineté de 1995. Gilles Duceppe ne manque pas de s'appuyer sur ces deux événements lors du deuxième débat des chefs même si dans les faits ces dispositions sont plus tard invalidées par la Cour suprême du Canada.
Durant la fin de campagne, les sondages suggèrent la possibilité pour les conservateurs de former un gouvernement majoritaire, et même de remporter quelques sièges au Québec. Les partis fédéralistes, quant à eux, ont constamment remis en question la légitimité du Bloc au niveau fédéral.
Le résultat de la campagne de 2006 est moins bon que prévu pour le Bloc. En dépit de quelques percées historiques sur l'île de Montréal, où il s'est notamment approprié les comtés de Pierre Pettigrew (Papineau) et de Liza Frulla (Jeanne-Le Ber), deux comtés libéraux détenues par députés impliqués dans le scandale d'Option Canada, huit circonscriptions sont allées au Parti conservateur de Stephen Harper dans la région de Québec et au Saguenay. L'appui populaire du Bloc est descendu de 48,8 % à 42,1 % au Québec.
Face au gouvernement conservateur minoritaire de Stephen Harper de 2006 à 2011, le Bloc québécois modifie sa mission; d'un parti visant à préparer la souveraineté du Québec, il se transforme de plus en plus en défenseur des intérêts du Québec au Parlement fédéral. Il appuie à plusieurs reprises le gouvernement en échange de concessions favorisant les intérêts québécois. Le 11 mai 2007, Gilles Duceppe annonce son intention de se porter candidat à la succession d'André Boisclair, à la tête du Parti québécois. Il se rétracte aussitôt, réalisant le peu d'appui qu'il avait au sein de ce parti.
Les élections fédérales 2008 se sont traduites par de légers gains de la part du Bloc québécois. En effet, le parti a remporté 49 sièges, soit un de plus que lors de la législature précédente. Lors de cette élection, ils ont utilisé le slogan « Présent pour le Québec». Même si le Bloc québécois a fait de modestes gains en nombre de sièges, il a chuté de 2 places à 49 par rapport aux 51 qu'ils avaient en 2006. En outre, la proportion de votes populaires dans la province a diminué de 4 points à 38,1 %, score le plus bas du Bloc depuis 1997.
Dans un discours devant ses partisans après l'élection, le chef du BQ, Gilles Duceppe, a affirmé avoir atteint ses objectifs, en ajoutant : « sans le Bloc québécois ce soir, monsieur Harper aurait formé un gouvernement majoritaire. » À la fin de novembre 2008, le Bloc a indiqué qu'il soutiendrait une éventuelle motion de méfiance contre les conservateurs au pouvoir par les deux autres partis d'opposition, et soutiendrait le gouvernement de coalition libéral - néo-démocrate au moins jusqu'en juin 2010, sans pour autant faire partie du gouvernement.
Entre 2006 et 2011, le Bloc québécois, tout comme les autres partis d'opposition, dispose d'un pouvoir accru à la Chambre des communes face au gouvernement minoritaire. Cette situation se termine avec l'arrivée au pouvoir d'un gouvernement conservateur majoritaire au terme de l'élection de 2011. En effet, le Bloc québécois vote en 2011 en faveur d'une motion d'outrage au Parlement contre le gouvernement conservateur de Stephen Harper, ce qui a pour effet de déclencher les élections du 2 mai 2011, qui donnent au Bloc québécois le pire résultat de son histoire.

### Vague orange de 2011

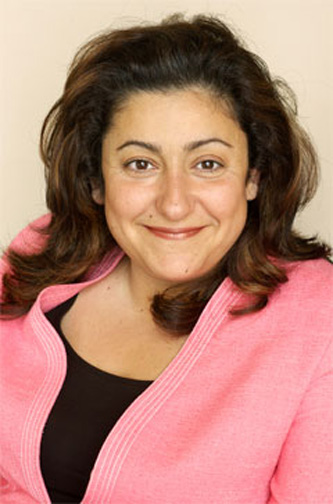
Maria Mourani députée élue du Bloc en 2011.

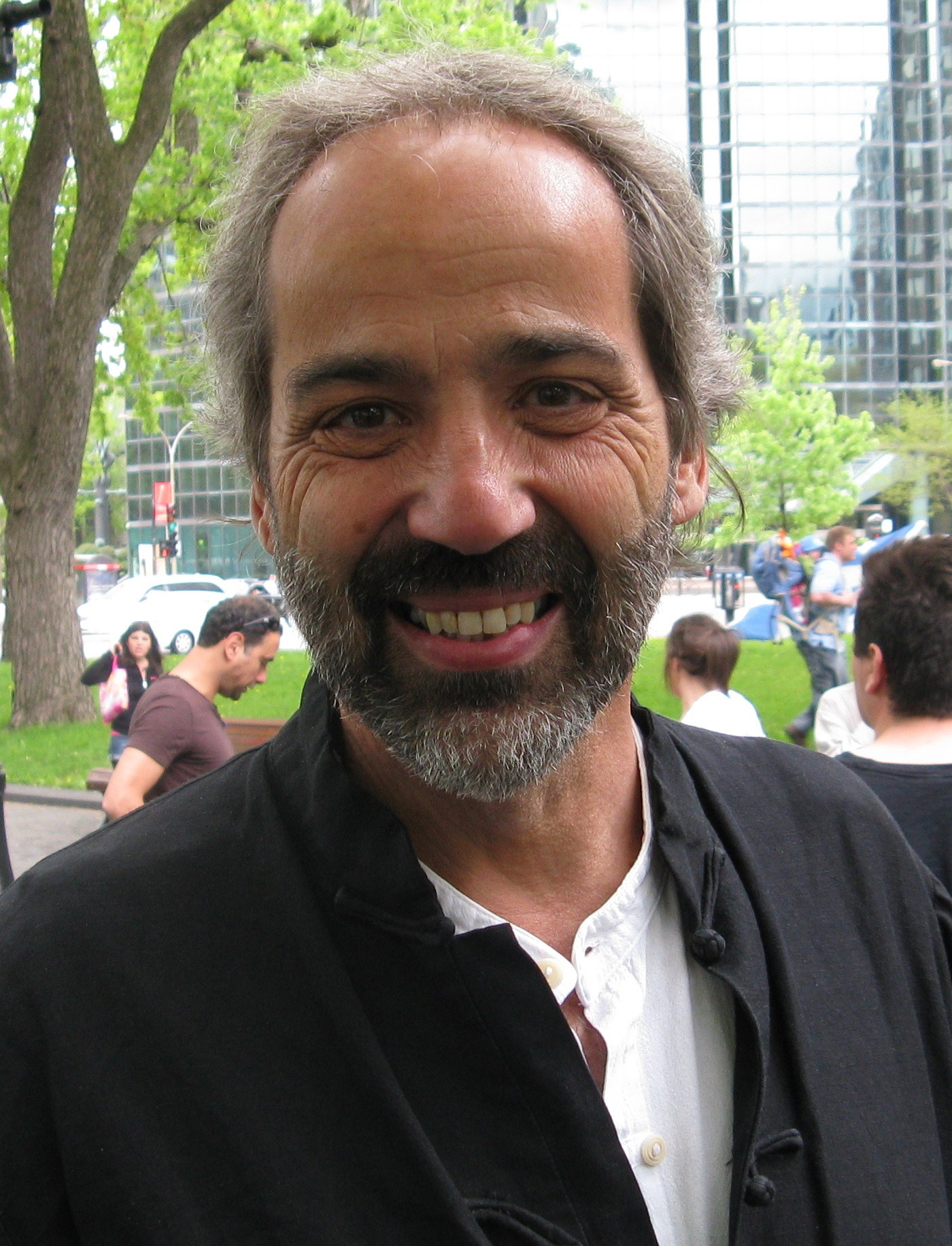
Daniel Paillé devient le nouveau chef du Bloc après Gilles Duceppe.

Lors de l'élection fédérale qui se déroule dans cette période le Bloc est presque rayé de la carte électorale en faisant élire seulement 4 députés au profit du NPD qui devient la nouvelle opposition au parlement du Canada grâce à une priorisation économique que le Bloc ne peut se permettre en investissant dans la souveraineté du Québec. Gilles Duceppe démissionnera alors de son poste de chef de parti et Vivian Barbot prendra l'intérim jusqu'à l'élection de Daniel Paillé comme nouveau chef. Les députés du Bloc élus lors de cette vague orange étaient : Maria Mourani (Ahuntsic), Louis Plamondon (Bas-Richelieu-Nicolet-Bécancour), André Bellavance (Richmond-Arthabaska) et Jean-François Fortin (Haute-Gaspésie-La Mitis-Matane-Matapédia).

### Retour de Gilles Duceppe et élection de 2015
L'élection fédérale canadienne de 2015 est présentée par le Bloc comme l'élection de la reconquête. À l'issue de la mandature, et malgré le ralliement de Claude Patry, le Bloc n'a plus que deux députés (les députés Bellavance et Fortin ayant quitté le parti et Mourani a été expulsée). Mario Beaulieu, élu chef en juin 2014, a cependant des difficultés à s'imposer dans le débat médiatique et le Bloc passe difficilement les 15 %. Le 10 juin 2015, il quitte ses fonctions de chef à la surprise générale et laisse la place à Gilles Duceppe, qui fait son retour en politique. Les sondages sont alors un peu plus favorables et laissent espérer un possible caucus bloquiste, mais les appuis s'effritent légèrement au fil de la campagne.
Le Bloc privilégie alors les circonscriptions qui leur sont favorables pour pouvoir élire leurs candidats. Le soir de l'élection, le Bloc obtient une demi-victoire : leur score est légèrement en baisse par rapport à 2011, mais ils obtiennent dix députés, soit six de plus que lors de la dernière élection. C'est un progrès notable mais insuffisant pour obtenir une reconnaissance officielle (12 élus) et Gilles Duceppe n'est pas élu. Il démissionne d'ailleurs quelques jours plus tard. Le Bloc aura malgré tout repris des forces dans cette performance électorale qui respecte les prédictions que Gilles Duceppe avait faites lui-même sur la nature des résultats.

### Crise de février 2018
En 2017, Martine Ouellet devient la première femme à la tête du Bloc québécois.
À l’ouverture du congrès du Bloc québécois, en février 2018, Martine Ouellet, dans son discours d’ouverture a lancé des flèches aux membres de son parti, notamment sur «les résistances au changement » de certains députés du bloc et à propos du « coulage » d’information. Dans la semaine précédant le congrès, plusieurs médias québécois avaient dévoilé le salaire d’un peu moins de 100 000 $ par an que demandait Mme Ouellet. « On pourrait être encore plus efficaces si les joueurs/joueuses de notre propre équipe ne scoraient pas dans nos propres buts », a-t-elle mentionné.
Ses propos n’ont pas diminué la grogne à l’intérieur de son parti. Moins de 15 jours après le congrès, 7 des 10 députés du BQ (les députés Michel Boudrias, Rhéal Fortin, Simon Marcil, Monique Pauzé, Louis Plamondon, Luc Thériault et Gabriel Ste-Marie) quittent le parti en siégeant comme un bloc de députés indépendants voulant défendre les intérêts du Québec,. Si Mme Ouellet quitte la direction du BQ, les 7 députés démissionnaires reviendraient au parti.
Pour le député démissionnaire Louis Plamondon, « La nouvelle orientation, préconisée par la chef du Bloc québécois, subordonne les intérêts du Québec à la promotion de l’indépendance. Or, nous sommes justement indépendantistes parce que nous sommes convaincus que c’est dans l’intérêt du Québec ! »,. Les autres députés démissionnaires ont mentionné une manque de leadership, un «style de leadership intransigeant», «divergences» trop grandes, et l'impossibilité de travailler avec elle,,.
Martine Ouellet, qui siège toujours comme députée péquiste à l'Assemblée nationale du Québec, a annoncé qu'elle voulait rester en place. Elle réplique dans une entrevue donnée au Journal de Montréal: « Des gens disent que je suis contrôlante. Je suis mille fois moins contrôlante que Gilles Duceppe ». Pour Mme Ouellet, «j'ai l'appui du bureau national, j'ai eu l'appui du conseil général le 17 février, j'ai l'appui du forum jeunesse du Bloc québécois, du comité de la citoyenneté du Bloc québécois». Pour elle, «Il y a beaucoup d'espace pour les députés qui souhaitent pouvoir continuer à plus se limiter à défendre les intérêts du Québec».
Devant l'insistance de Martine Ouellet de demeurer chef, les appels au départ de Martine Ouellet à la tête du Bloc se multiplient. L'ex-chef du BQ Gilles Duceppe croit que Mme Ouellet devrait admettre sa défaite et se retirer: « Un chef qui se voit contesté par 70 % du caucus devrait comprendre le message. Moi, être là, je comprendrais que je n’y ai plus ma place » déclare l'ex-chef,. Pour le successeur de Gilles Duceppe, Daniel Paillé : « le fondamental du parti [...], est resté à mon avis entre les mains de Plamondon et de Rhéal Fortin, et des autres. » Cependant, pour Mario Beaulieu (ex-chef du BQ, actuel député bloquiste de La Pointe-de-l’île et président du BQ depuis 2014) « Parler de souveraineté ne signifie pas de ne pas défendre les intérêts du Québec. Les deux notions sont complémentaires » et souhaite le retour au caucus des sept députés démissionnaires.
Le 26 mars 2018, les membres du Bureau national du Bloc québécois proposent aux membres une large consultation afin de sortir de la crise : un référendum interne sur le rôle du Bloc québécois doublé d’un vote de confiance au suffrage universel des membres sur Martine Ouellet.
Le 3 juin 2018, elle est défaite lors d'un vote de confiance ouvert à l'ensemble des 15 000 membres étant en règle depuis au moins le 13 mai et devenus membres avant le 25 mars : elle ne recueille alors que 32 % de suffrages favorables. L'autre question posée aux membres sur le but du Bloc et la lecture de l'article 1 comme une défense de la souveraineté sur toutes les plateformes est cependant largement remportée, avec plus de 62 %. Le taux de participation est de 59 %.
Martine Ouellet annonce sa démission au lendemain du vote, et Mario Beaulieu est désigné chef par intérim,. Les députés Simon Marcil et Michel Boudrias annoncent leur retour au sein du parti deux jours plus tard, leurs cinq autres collègues restant à Québec debout. Le 17 septembre 2018, les cinq autres députés du parti sont retournés au Bloc québécois. Yves-François Blanchet est élu nouveau chef du parti le 18 janvier 2019 après une élection où il est le seul candidat,.

### 2018 à de nos jours
Après la démission de Martine Ouellet, la chefferie du Bloc québécois est attribuée à Yves-François Blanchet, en janvier 2019.
Lors des élections fédérales de 2019, le Bloc fait une bonne performance en élisant 32 députés (sur les 75 députés du Québec à la Chambre des communes.).

## Idéologie
Le Bloc québécois a été créé au début des années 1990 pour préparer l'accession à la souveraineté du Québec à la suite du référendum québécois de 1995. Il est résolument un parti souverainiste, toutefois, depuis les années 2000, il s'est de plus en plus présenté comme étant le défenseur de l'ensemble des québécois au niveau fédéral sans idéologie particulière. Par contre, sous le règne de Gilles Duceppe, le Bloc québécois a tenu un discours fermement social-démocrate. Sans s'identifier clairement comme étant à gauche du spectre politique, il promeut les valeurs québécoises plus progressistes.
Ainsi, le Bloc appuie le protocole de Kyoto, le mariage entre personnes de même sexe, la décriminalisation de la marijuana et est contre le financement du bouclier antimissile américain. Il a appuyé la participation canadienne à l'invasion de l'Afghanistan en 2001, mais n'a pas appuyé l'invasion de l'Irak en 2003, s'opposant au fait qu'elle n'avait pas été menée sous l'égide de l'ONU ou de l'OTAN. En 2006, il a voté au Parlement contre le prolongement de la mission des soldats canadiens en Afghanistan jusqu'en 2009, mais parce que le gouvernement conservateur Harper n'avait accordé que quelques heures pour débattre de cette question.
Dans un long discours qu'il a prononcé en janvier 2007 devant le CÉRIUM à Montréal, Duceppe levait toute ambiguïté sur le fait que le Bloc québécois appuie la guerre en Afghanistan. Il a réitéré que « le Bloc québécois a appuyé cette intervention internationale depuis le début et continue de l’appuyer », concluant son discours en déclarant « que l’intervention internationale en Afghanistan est une noble cause ».
En 2013, le bilan de la session parlementaire du Bloc soulève des thèmes tels la fraude et la faillite éthique du gouvernement Harper, la loi sur la clarté et la garantie financière fédérale du projet hydro-électrique du Bas-Churchill (lequel inclut un câble sous-marin servant à contourner Hydro-Québec). Ces thèmes donnent une idée des orientations actuelles du parti.

## Controverses
La présence de Duceppe à une marche organisée pour la paix au Liban a soulevé la controverse, en raison de la présence dans la foule de manifestants brandissant des drapeaux du Hezbollah et scandant des slogans en appui à ce groupe officiellement classé comme organisation terroriste. Une chroniqueuse du National Post, Barbara Kay, a signé un texte intitulé The Rise of Quebecistan (La montée du Québecistan) dans lequel elle accusait les Québécois souverainistes et leurs représentants politiques d'être antisémites. Pourtant, des politiciens fédéralistes avaient également participé à la marche, dont Denis Coderre du Parti libéral. L'ambassadeur israélien au Canada, Alan Baker, a accusé Gilles Duceppe d'avoir causé « un tort irréparable à Israël » en participant à la manifestation.
Le 18 juin 2020, les bloquistes ont initié un boycott à la Chambre des communes en quittant les lieux chaque fois que Jagmeet Singh (Nouveau Parti démocratique) parlait. Cela en réponse à un incident le 17 juin 2020 où le député de la circonscription de La Prairie à la Chambre des communes du Canada Alain Therrien a été qualifié de « raciste » par Singh après que Therrien ait été le seul député à empêcher le consentement unanime sur une motion visant à court-circuiter le travail d'un comité parlementaire sur la question du racisme et de la discrimination systémiques à la GRC. Singh avait ensuite été renvoyé de la Chambre des communes après avoir refusé de s'excuser. Après la session, Singh a témoigné que Therrien avait également fait un geste méprisant vers lui

## Résultats électoraux
Résultat au Québec (%)Date de l'élection152025303540455025/10/199323/01/200621/10/2019Résultat au Québec (%)Résultats électoraux du Bloc Québécois a...
|        |  |
| 13,5 % |  |
|        |  |

|        |  |
| 49,3 % |  |
|        |  |

|          |          |
| 54 / 295 | (18,3 %) |
|          |          |

|         |        |
| 54 / 75 | (72 %) |
|         |        |

|        |  |
| 10,7 % |  |
|        |  |

|        |  |
| 37,9 % |  |
|        |  |

|          |          |
| 44 / 301 | (14,6 %) |
|          |          |

|         |          |
| 44 / 75 | (58,7 %) |
|         |          |

|        |  |
| 10,7 % |  |
|        |  |

|        |  |
| 39,9 % |  |
|        |  |

|          |          |
| 38 / 301 | (12,6 %) |
|          |          |

|         |          |
| 38 / 75 | (50,7 %) |
|         |          |

|        |  |
| 12,4 % |  |
|        |  |

|        |  |
| 48,9 % |  |
|        |  |

|          |          |
| 54 / 308 | (17,5 %) |
|          |          |

|         |        |
| 54 / 75 | (72 %) |
|         |        |

|        |  |
| 10,5 % |  |
|        |  |

|        |  |
| 42,1 % |  |
|        |  |

|          |          |
| 51 / 308 | (16,6 %) |
|          |          |

|         |        |
| 51 / 75 | (68 %) |
|         |        |

|        |  |
| 10,0 % |  |
|        |  |

|        |  |
| 38,1 % |  |
|        |  |

|          |          |
| 49 / 308 | (15,9 %) |
|          |          |

|         |          |
| 49 / 75 | (65,3 %) |
|         |          |

|       |  |
| 6,0 % |  |
|       |  |

|        |  |
| 23,4 % |  |
|        |  |

|         |         |
| 4 / 308 | (1,3 %) |
|         |         |

|        |         |
| 4 / 75 | (5,3 %) |
|        |         |

|       |  |
| 4,7 % |  |
|       |  |

|        |  |
| 19,3 % |  |
|        |  |

|          |       |
| 10 / 338 | (3 %) |
|          |       |

|         |          |
| 10 / 78 | (12,8 %) |
|         |          |

|       |  |
| 7,8 % |  |
|       |  |

|        |  |
| 32,9 % |  |
|        |  |

|          |         |
| 32 / 338 | (9,5 %) |
|          |         |

|         |        |
| 32 / 78 | (41 %) |
|         |        |

|       |  |
| 7,7 % |  |
|       |  |

|        |  |
| 32,1 % |  |
|        |  |

|          |         |
| 32 / 338 | (9,5 %) |
|          |         |

|         |        |
| 32 / 78 | (41 %) |
|         |        |

|       |  |
| 6,3 % |  |
|       |  |

|        |  |
| 27,7 % |  |
|        |  |

|          |         |
| 22 / 343 | (6,4 %) |
|          |         |

|         |          |
| 22 / 78 | (28,2 %) |
|         |          |

## Chefs et présidents
| N° | Chef                           | Président                      | Dates                               | Chef de l'opposition officielle |
| -- | ------------------------------ | ------------------------------ | ----------------------------------- | ------------------------------- |
| 1  | Lucien Bouchard                | Lucien Bouchard                | 25 juillet 1990 - 15 janvier 1996   | 1993-1996                       |
| 2  | Gilles Duceppe (intérim)       | Gilles Duceppe (intérim)       | 15 janvier 1996 - 17 février 1996   | 1996                            |
| 3  | Michel Gauthier                | Michel Gauthier                | 17 février 1996 - 14 mars 1997      | 1996-1997                       |
| 4  | Gilles Duceppe                 | Gilles Duceppe                 | 15 mars 1997 - 2 mai 2011           | 1997                            |
| 5  | Vivian Barbot (intérim)        | Vivian Barbot (intérim)        | 2 mai 2011 - 11 décembre 2011       |                                 |
| 6  | Daniel Paillé                  | Daniel Paillé                  | 11 décembre 2011 - 16 décembre 2013 |                                 |
| 7  | André Bellavance (intérim)     | André Bellavance (intérim)     | 16 décembre 2013 - 25 février 2014  |                                 |
| 8  | Jean-François Fortin (intérim) | Jean-François Fortin (intérim) | 26 février 2014 - 14 juin 2014      |                                 |
| 9  | Mario Beaulieu                 | Mario Beaulieu                 | 14 juin 2014 - 10 juin 2015         |                                 |
| 10 | Gilles Duceppe                 | Mario Beaulieu                 | 10 juin 2015 - 22 octobre 2015      |                                 |
| 11 | Rhéal Fortin (intérim)         | Mario Beaulieu                 | 22 octobre 2015 - 14 mars 2017      |                                 |
| 12 | Martine Ouellet                | Mario Beaulieu                 | 14 mars 2017 - 11 juin 2018         |                                 |
| 13 | Mario Beaulieu (intérim)       | Yves Perron                    | 11 juin 2018 - 16 janvier 2019      |                                 |
| 14 | Yves-François Blanchet         | Yves Perron                    | depuis le 17 janvier 2019           |                                 |

### Course à la chefferie 2011
| Nom                                              | 1er tour | 2e tour        |
| ------------------------------------------------ | -------- | -------------- |
| Daniel Paillé                                    | 44,5 %   | 61,3 % (7 868) |
| Maria Mourani                                    | 28,1 %   | 38,7 % (4 972) |
| Jean-François Fortin                             | 27,8 %   | -              |
| Participation : 38,7 % (14 039 / 36 341 membres) |          |                |

### Course à la chefferie 2014
| Nom              | 1er tour       |
| ---------------- | -------------- |
| Mario Beaulieu   | 53,5 % (5 947) |
| André Bellavance | 46,5 % (5 168) |

### Course à la chefferie 2017
À la suite d'une rencontre du parti à Trois-Rivières en février 2016, l'année 2017 a été désignée pour l'élection d'un nouveau chef du Bloc québécois. De plus, certains membres du Bloc sont pressentis comme des candidats potentiels tels : le député de Pierre-Boucher-Verchères, Xavier Barsalou-Duval, l'économiste Catherine Fournier, 24 ans, candidate défaite dans Montarville aux dernières élections et le comédien Denis Trudel, défait dans Longueuil—Saint-Hubert lui aussi. Mario Beaulieu a pour sa part écarté définitivement le retour à la chefferie.
Le 1er février, Félix Pinel, candidat dans Rivière-des-Mille-Îles en 2015, annonce vouloir se porter candidat.
Martine Ouellet est, elle aussi, depuis le 5 février 2017, officiellement candidate à la chefferie du Bloc. Il est à noter que cette dernière entend assumer sa responsabilité de député élue à l'Assemblée nationale du Québec en même temps que son éventuel rôle de chef du Bloc québécois. Par contre pour assumer sa candidature, Martine Ouellet a tout de même renoncé à faire partie du Parti québécois ; elle siège désormais comme députée indépendante à l’Assemblée nationale du Québec.
Martine Ouellet est finalement désignée comme chef du Bloc le 14 mars 2017. Elle devient la première femme élue à la tête de la formation souverainiste.

## Leaders parlementaires
Le leader parlementaire est un député chargé de mener les travaux législatifs de son parti au sein de la chambre.
| N° | Chef              | Dates                               |
| -- | ----------------- | ----------------------------------- |
| 1  | Jean Lapierre     | 21 septembre 1990 - Juillet 1992    |
| 2  | Louis Plamondon   | 4 août 1992 - 9 novembre 1993       |
| 3  | Michel Gauthier   | 10 novembre 1993 - 17 février 1996  |
| 4  | Gilles Duceppe    | 22 février 1996 - 15 mars 1997      |
| 5  | Suzanne Tremblay  | 17 mars 1997 - 25 avril 1997        |
| 6  | Michel Gauthier   | 4 juin 1997 - 11 avril 2007         |
| 7  | Pierre Paquette   | 12 avril 2007 - 1er mai 2011        |
| 8  | Luc Thériault     | 22 octobre 2015 - 18 mars 2017      |
| 9  | Gabriel Ste-Marie | 19 mars 2017 - 27 février 2018      |
| 10 | Marilène Gill     | Mars 2018 - 22 août 2018            |
| 11 | Luc Thériault     | 17 septembre 2018 - 20 octobre 2019 |
| 12 | Alain Therrien    | depuis le 24 octobre 2019           |

## Forum jeunesse du Bloc québécois

Logo du Forum.

Le Bloc québécois possède une aile jeunesse, le Forum jeunesse du Bloc québécois, chargée de représenter les membres âgés de 16 à 30 ans.

## Identité visuelle

1991 à 2004.
2004 à 2015.
Depuis 2015.